# Čadské jezero
Čadské jezero resp. jezero Čad (arabsky بحيرة تشاد الكبرى‎, anglicky Lake Chad, francouzsky Lac Tchad) je velké mělké bezodtoké jezero mezi státy Nigérie, Niger, Čad a Kamerun v severní části střední Afriky. Je neobyčejně ekonomicky důležité, protože představuje hlavní zdroj vody a obživy pro 50 miliónů lidí 4 států na jeho březích. Rozloha jezera se mění v důsledku dlouhodobého kolísání hladiny a pohybuje se kolem 1350 km². Maximální hloubka pak kolísá mezi 2 a 11 m. Jezero leží ve střední nadmořské výšce 240 m, podle jiných zdrojů se pohybuje v rozmezí 276 až 286 m.

## Název
Jméno „Čad“ pochází z kanurijského výrazu Sádǝ znamenajícího „velká vodní plocha“. Primárně se jedná o název jezera, od nějž byl teprve převzat název přilehlého státu. Etymologicky správně by se tedy Čadské jezero mělo označovat jako jezero Čad, a stát Čad spíše jako „Čadsko“.

## Charakteristika

### Pobřeží
Pobřeží je nízké, převážně bažinaté. Na severu je obklopeno písečnými dunami. Odkrytá vodní prostranství na severozápadě, jihu a jihovýchodě jsou rozdělena mělčinami (starými zatopenými dunami), které jsou porostlé rákosem a šáchorem.

### Vodní režim
Kvůli jeho mělkosti je velikost plochy jezera velmi citlivá na jakékoliv kolísání hladiny. Do jezera ústí řeky Šari (z jihu), Komaduru-Jobe (ze západu) a několik menších říček. Řeka Šari je klíčovým zdrojem vody, protože tvoří přes 90 % přítoku. Průměrná roční odchylka úrovně hladiny je 1 m. Nejvyšší úroveň je v prosinci a lednu (když je nejvyšší stav na řece Šari) a nejnižší v červenci. Ve výjimečných případech při mimořádně vysokém stavu vody odtéká voda z jezera na severovýchod suchým ramenem Bahr-el-Gazal. Původně do jezera ústil Žlutý Nil, dnes vyschlé vádí.

### Vlastnosti vody
Poblíž ústí řek je voda sladká a ve zbývající části pouze mírně slaná. Nízká mineralizace je vysvětlována neustálou výměnou vody v jezeře díky podzemnímu průsaku vody do proláklin Soro a Bodele.

## Fauna a flóra
V jezeře žijí hroši a krokodýlové. Velmi bohatě jsou zastoupeni vodní a bahenní ptáci. Je zde rozvinuté rybářství. Roční výlov činí přibližně 100 000 tun.

## Lodní doprava
Na jezeře funguje vodní doprava mezi ústími řek Šari a Komaduru-Jobe.

## Historie a současnost

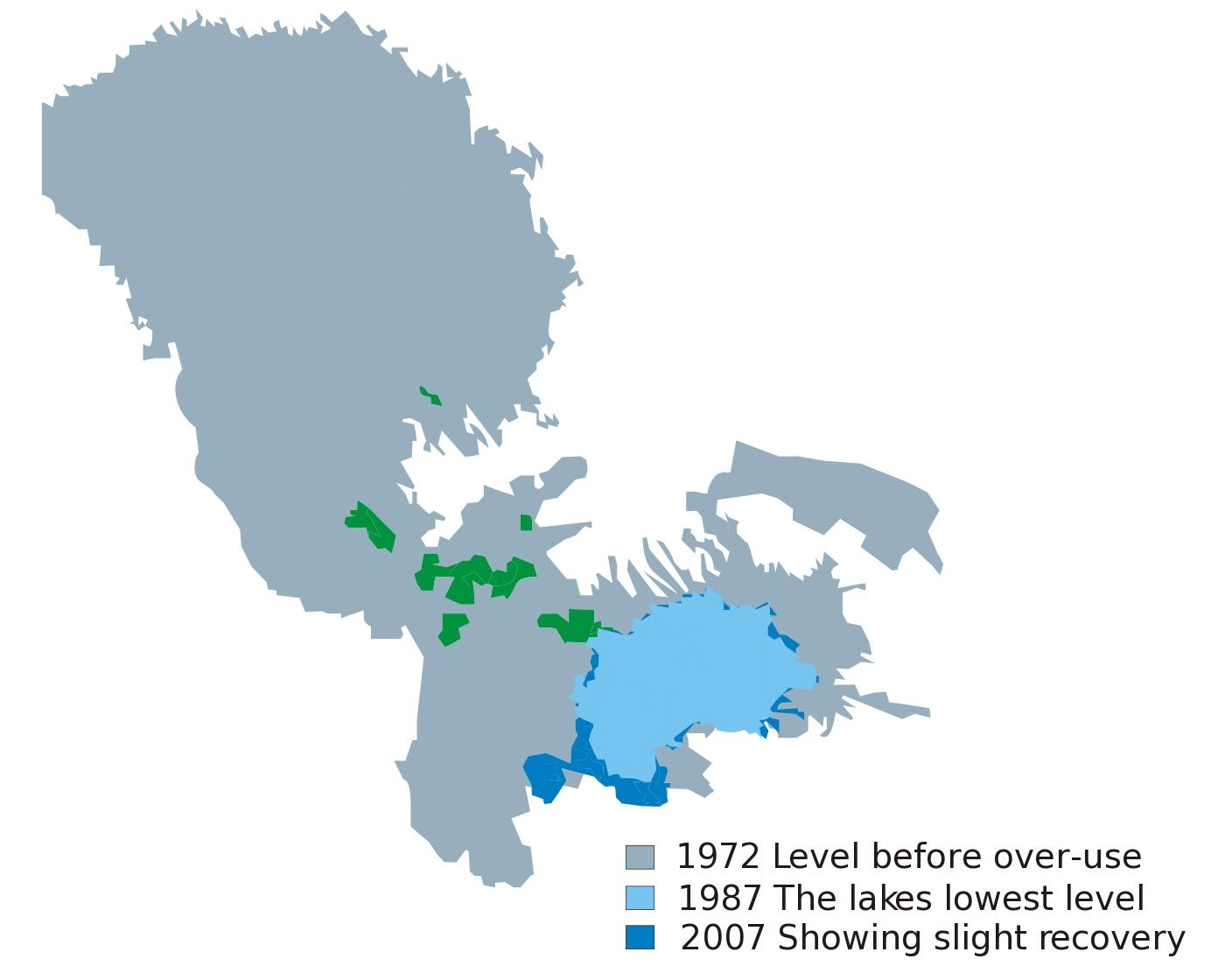
Srovnání velikosti jezera v letech 1972, 1987 a 2007

Současné jezero je pozůstatkem starého vnitrozemského moře (tzv. Mega Čad). Asi od roku 1800 př. n. l. je doložen vliv střídání kultur, tradičního afrického náboženství, později i křesťanství (katolické církve, baptistického i letničního hnutí) a islámu. Kolem jezera jsou doložena střediska obchodu. Nejednou se vlivem klimatických změn řádově zvětšilo (před 5 až 6 tisíci lety až na 1 000 000 km², což je asi 3x více než má v současnosti Kaspické moře), a poté znovu zmenšilo. Ještě v 60. letech 20. století bylo jezero 11. největší na světě. Vzhledem ke klimatickým změnám přelomu 20. a 21. století a neustále rostoucí spotřebě vody z jezera i jeho přítoků, jezero od počátku 70. let rychle vysychá – z více než 26 000 km² v roce 1960 se zmenšilo na současných méně než 1 500 km². Na druhou stranu bylo jezero vždy pověstné svou nestálou hladinou – ⁠zcela či téměř zcela vyschlo v letních obdobích let 1908 a 1984. Určitá naděje, že se situace postupem času opět zlepší, tedy stále existuje, byť nadměrnost současné spotřeby vody je evidentní.